# 水原秋桜子

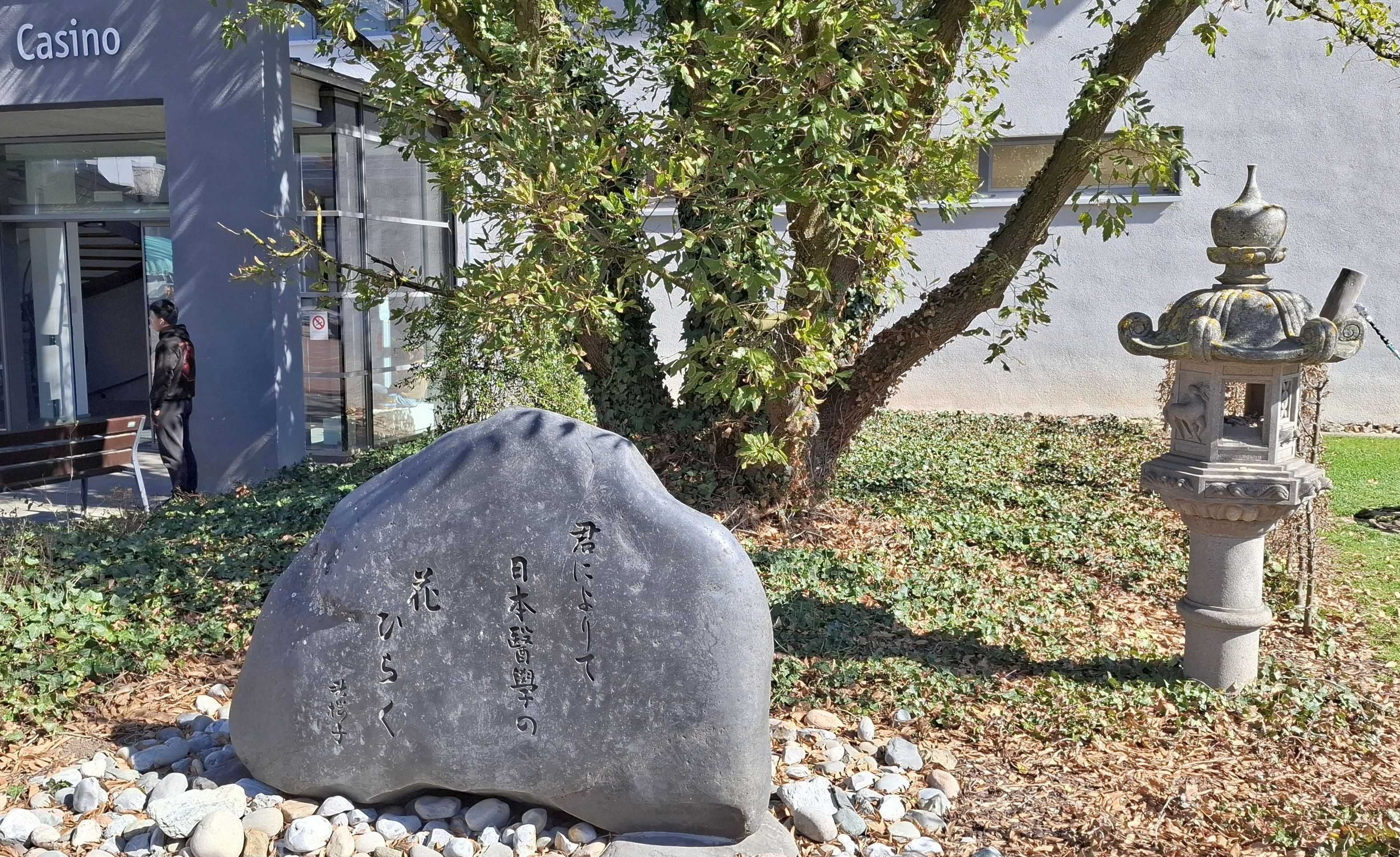
「君によりて 日本醫学の 花ひらく」ベルツを讃えた秋桜子の句碑（テュービンゲン大学病院）

水原 秋桜子（旧字体：水厡 龝櫻子、みずはら しゅうおうし、1892年〈明治25年〉10月9日 - 1981年〈昭和56年〉7月17日）は、日本の俳人・医師。学位は医学博士。
本名は水原 豊（）。松根東洋城、ついで高浜虚子に師事。短歌に学んだ明朗で叙情的な句風で「ホトトギス」に新風を吹き込んだが、「客観写生」の理念に飽き足らなくなり同誌を離反、俳壇に反ホトトギスを旗印とする新興俳句運動が起こるきっかけを作った。「馬酔木」主宰。別号に喜雨亭。
はじめ窪田空穂に師事、短歌で独自の叙情性を育てたが、のちに俳句へ転じた。高浜虚子から指導を受け、昭和初期の「ホトトギス」を彩る四Sの一人として活躍。従来の俳句に短歌的表現を取り入れるなど、新鮮な句作を行った。しかし、虚子流の客観写生とは合わず、俳句誌「馬酔木」を主宰、叙情の回復を図った。これに呼応して新興俳句運動が起き、無季俳句容認の道を開いたが、秋桜子自身は無季俳句には批判的であった。

## 経歴
東京府東京市神田区猿楽町（現・東京都千代田区神田猿楽町）に代々産婦人科を経営する病院の家庭に生まれる。父・漸、母・治子の長男。獨逸学協会学校（現在の獨協中学校・高等学校）、第一高等学校を経て1914年に東京帝国大学医学部へ入学。血清化学研究室を経て1918年同医学部卒業。1919年、吉田しづと結婚。1928年に昭和医学専門学校（現・昭和大学）の初代産婦人科学教授となり、講義では産科学を担当、1941年まで務めた。また家業の病院も継ぎ、宮内省侍医寮御用係として多くの皇族の子供を取り上げた。
1918年、高浜虚子の『進むべき俳句の道』を読んで俳句に興味を持ち、「ホトトギス」を購読。1919年、血清化学教室の先輩に誘われ、医学部出身者からなる「木の芽会」参加、静華の号で俳句を作る。同会に「渋柿」の関係者が多かったことから、「渋柿」に投句し松根東洋城に師事。ついで高浜虚子の「ホトトギス」にも投句をはじめる。1920年、短歌を窪田空穂に師事、「朝の光」に短歌を投稿する。1921年より「ホトトギス」の例会に出席し、虚子から直接の指導を受ける。1922年、富安風生、山口誓子、山口青邨らと東大俳句会を再興。佐々木綾華主宰の「破魔弓」同人。1924年、「ホトトギス」課題選者に就任。1928年、自身の提案で「破魔弓」を「馬酔木」に改題、のちに主宰となる。1929年、「ホトトギス」同人。この年、山口青邨の講演で触れられたことにより、誓子、阿波野青畝、高野素十らとともに「ホトトギスの四S（しいエス）」として知られるようになる。
しかしこの頃、虚子は「秋桜子と素十」（『ホトトギス』1928年11月）において、叙情的な調べによって理想美を追求する秋桜子の主観写生と、高野素十の純客観写生の表現とを並べ後者をより高く評価すると宣言していた。さらに1931年、この論を補強する中田みづほと浜口今夜との「まはぎ」での対談記事が「ホトトギス」3月号に転載されたことで秋桜子は態度を硬化させ、「馬酔木」1931年10月号にその反論として「『自然の真』と『文藝上の真』」を掲載。素十の句、ひいては虚子の客観写生論を自然模倣主義として批判しつつ主観性を称揚し、論文発表と同時に「ホトトギス」を離脱した。「ホトトギス」がほぼそのまま俳壇を意味した当時の俳句界の中、秋桜子の主張は「客観写生」に飽き足らない後進の俳人たちの共感を呼んだ。1935年には「四S」の山口誓子や橋本多佳子が「ホトトギス」を離れて「馬酔木」に加わり、やがて「馬酔木」内外で反虚子、反ホトトギスを旗印とした新興俳句運動の流れが起こった。
戦時中は日本文学報国会理事。1955年、医業を退き俳句に専念する。1962年、俳人協会会長に就任する。1964年、日本芸術院賞受賞。1966年、日本芸術院会員。1967年、勲三等瑞宝章を受章した。1978年11月18日には、昭和大学創立五十年記念式典で特別功労者として表彰され、式典の記念品のひとつに昭和大学五十年を詠んだ秋桜子の句「すすき野に大学舎成りぬああ五十年」の色紙が配られた。この句の句碑は、大学キャンパスの中庭に建てられている。1981年7月17日、急性心不全のため杉並区西荻南の自宅で死去した。88歳没。墓は東京都豊島区の都営染井霊園にある。

## 作品
- 来しかたや馬酔木咲く野の日のひかり（『葛飾』）
- 葛飾や桃の籬も水田べり
- 梨咲くと葛飾の野はとの曇り
- 啄木鳥や落葉をいそぐ牧の木々
- ふるさとの沼のにほひや蛇苺
- 冬菊のまとふはおのがひかりのみ（『霜林』）
- 瀧落ちて群青世界とどろけり（『帰心』）
- おのが声わすれて久し春の風邪

などの句がよく知られている。『万葉集』の研究家であった窪田空穂のもとで学んだ経験から、古語を生かし、万葉調と言われる叙情的な調べを作り出した。従来の俳句に似ず、印象派風とも言われる明るさを持つことも特徴で、それまであまり詠まれなかった高原帯の雑木や野草・野鳥などを詠み込むことも試みられ、これらの傾向は「馬酔木」の俳人たちを通じて俳壇全体に広まっていった。
また初期には連作俳句の試みも積極的に行っている。空穂や斎藤茂吉の連作短歌に影響を受けたもので、この連作俳句も新興俳句運動における特色のひとつとして俳壇に広まった。秋桜子の連作は絵巻物を想定したもので、あらかじめ考えられた全体の構成にしたがって連作を行い「設計図式」と呼ばれる。他方に山口誓子による、映画理論にヒントを得たモンタージュ式の連作があり、追随して連作俳句をつくる俳人たちの間で両者が議論された。またこのような連作俳句の中から無季俳句を作る流れが登場するが、秋桜子自身は一貫して無季俳句を否定する立場を取り、新興俳句運動の急進的な立場からは距離を置いた。やがて連作俳句自体も、一句の独立性を弱めると考えるようになり廃止することとなった。
秋桜子は中学時代には野球に熱中しており、晩年も西武ライオンズのファンとして熱心に野球観戦もしていた。「ナイターの光芒大河へだてけり」など、ナイター（夏の季語）を詠んだ句も多く残している。

## 家族・親族
妻しづは国文学者・吉田弥平の長女。弥平の次男が山の上ホテルの創業者・吉田俊男であり、次女が歴史哲学者の由良哲次に嫁いでいるため、俊男と哲次はともに秋櫻子の義弟にあたる。またイギリス文学者の由良君美は哲次の長男であり、下河辺牧場代表の下河辺俊行は吉田俊男の娘婿であるため、君美と下河辺はともに秋櫻子の義理の甥にあたる。
長男の水原春郎は聖マリアンナ医科大学名誉教授。秋桜子の没後に「馬酔木」発行人を経て1984年より主宰を務めた。2012年より、孫の徳田千鶴子（春郎の長女）が「馬酔木」主宰を継承している。

## 句集
- 『葛飾』（馬酔木発行所、1930年）
- 『秋櫻子句集』（素人社、1931年）
- 『新樹』（香蘭社、1933年）
- 『秋苑』（龍星閣、1935年）
- 『岩礁』（沙羅書店、1937年）
- 『蘆刈』（河出書房、1939年）
- 『古鏡』（甲鳥書林、1942年）
- 『雪蘆抄』（石原求龍堂、1942年）
- 『磐梯』（甲鳥書林、1943年）
- 『重陽』（細川書店、1948年）
- 『梅下抄』（武蔵野書店、1948年）
- 『霜林』（目黒書店、1950年）、新編・邑書林句集文庫（1996年）
- 『残鐘』（竹頭社、1952年）
- 『帰心』（琅玕洞、1954年）
- 『玄魚』（近藤書店、1957年）
- 『蓬壺』（近藤書店、1959年）
- 『旅愁』（琅玕洞、1961年）
- 『晩華』（角川書店、1964年）
- 『殉教』（求龍堂、1969年）
- 『緑雲』（東京美術、1971年）
- 『餘生』（求龍堂、1977年）
- 『蘆雁』（東京美術、1979年）
- 『水原秋櫻子全句集』（全21巻、講談社、1977-79年）
- 『うたげ　句集』（水原しづ編、東京美術、1986年）
- 『秋櫻子一句』（水原春郎編、角川書店、2007年）
- 『水原秋櫻子 自選自解句集』 （講談社、新版2007年）
- 『群青　水原秋櫻子』（徳田千鶴子編、ふらんす堂文庫、2011年）

以上の句集のほか、随筆、紀行、鑑賞文などの著書が多数ある。